# Lindsey Buckingham

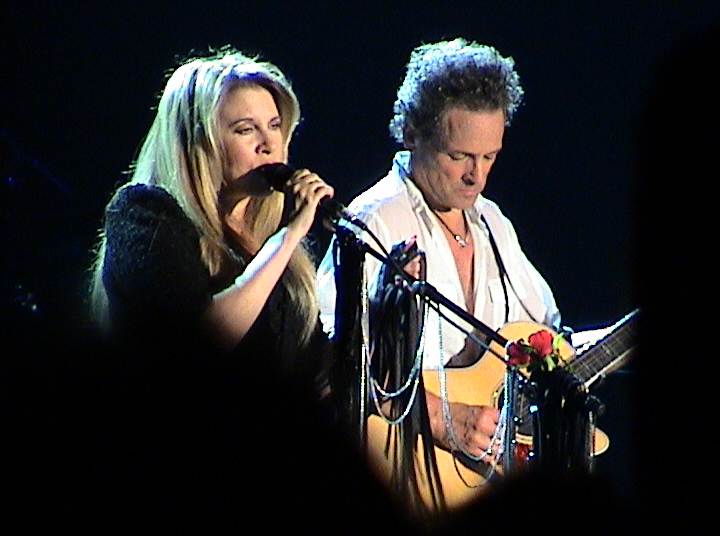
Lindsey Buckingham (P) i Stevie Nicks (L) podczas koncertu Fleetwood Mac (2003)

Lindsey Adams Buckingham (ur. 3 października 1949 w Palo Alto w stanie Kalifornia) – amerykański gitarzysta i piosenkarz.
Debiut fonograficzny zaliczył w 1973 wydaniem albumu studyjnego pt. Buckingham Nicks, nagranego w duecie ze Stevie Nicks. W latach 1975–1987, a następnie w latach 1997–2018 członek brytyjskiego zespołu Fleetwood Mac. W 1998 byli nominowani do grona Rock and Roll Hall of Fame. Od 1981 również artysta solowy, wydał siedem albumów studyjnych: Law and Order (1981), Go Insane (1984), Out of the Cradle (1992), Under the Skin (2006), Gift of Screws (2008), Seeds We Sow (2011) i Lindsey Buckingham (2021), a także album koncertowy pt. Live at the Bass Performance Hall (2008). Kilka jego piosenek zostało wykorzystanych w ścieżkach dźwiękowych do filmów, takich jak W krzywym zwierciadle: Wakacje czy Powrót do przyszłości.
Żonaty z Kristen Messner. Mają troje dzieci. Na początku 2019 został przewieziony do szpitala, gdzie musiał poddać się operacji na otwartym sercu. Operacja zakończyła się sukcesem, jednak ucierpiały przez nią jego struny głosowe. Do aktywnego koncertowania powrócił pod koniec 2021 roku.

## Dyskografia
Albumy solowe
- Buckingham Nicks (1973; ze Stevie Nicks)
- Law and Order (1981)
- Go Insane (1984)
- Out of the Cradle (1992)
- Under the Skin (2006)
- Live at the Bass Performance Hall (2008)
- Gift of Screws (2008)
- Seeds We Sow (2011)
- Lindsey Buckingham (2021)

Single solowe
- „Trouble” (1981)
- „Holiday Road” (z filmu W krzywym zwierciadle: Wakacje, ang. National Lampoon’s Vacation) (1983)
- „Go Insane” (1984)
- „Slow Dancing” (1984)
- „Wrong” (1992)
- „Countdown” (1992)
- „Show You How” (2006)
- „Did You Miss Me” (2008)

## Filmografia
- Sound City (jako on sam, 2013, film dokumentalny, reżyseria: Dave Grohl)[3]